# Bashkia e Kuçovës
Bashkia e Kuçovës är en kommun i Albanien.   Den ligger i prefekturen Qarku i Beratit, i den centrala delen av landet, 60 kilometer söder om huvudstaden Tirana.
Trakten runt Bashkia e Kuçovës består till största delen av jordbruksmark.  Runt Bashkia e Kuçovës är det ganska tätbefolkat, med 160 invånare per kvadratkilometer.